# Janssen Vaccines
Janssen Vaccines, voormalig Crucell NV, is een in de Nederlandse stad Leiden gevestigd biotechbedrijf dat gericht is op het ontwikkelen van vaccins en antistoffen voor de bestrijding van infectieziekten, waaronder ebola, influenza, malaria en westnijlvirus. Sinds februari 2011 is Crucell een dochtermaatschappij van Johnson & Johnson (J&J) en is het in 2014 door J&J ondergebracht bij Janssen Pharmaceutica en hernoemt in Janssen Vaccines and Prevention. In 2023 werd de moedermaatschappij Janssen Pharmaceutica hernoemt in Johnson & Johnson Innovative Medicine.

## Geschiedenis
Crucell is in oktober 2000 ontstaan uit een fusie tussen het Leidse IntroGene en het Utrechtse U-BiSys. IntroGene was opgericht in 1993 door Domenico "Dinko" Valerio, Dick van Bekkum en Bob Löwenberg. IntroGene was opgericht om gentherapiën te ontwikkelen die bijdroegen aan een sneller herstel van stamcellen na een chemokuur. Valerio en zijn team kregen in 1991 als eerste in Europa al toestemming om - uiteindelijk in 1993 - gentherapie toe te passen op een Engelse patiënte met ADA-SCID. Daarvoor had men een troef in handen, cellijn PER.C6. U-BiSys werd in 1996 opgericht door Ton Logtenberg.
Crucell is een biofarmaceutisch bedrijf met als belangrijkste activiteiten het ontdekken, ontwikkelen en produceren van biofarmaceutische producten voor de behandeling van besmettelijke ziekten bij mensen. De aandelen van Crucell zijn sinds 29 oktober 2000 genoteerd op Euronext Amsterdam.
Bestuursvoorzitter Ronald Brus van Crucell werd in 2005 door de Vereniging van Effectenbezitters (VEB) gekozen tot Beleggerstopman van het jaar.
Crucell nam begin 2006 de Zwitserse vaccinmaker Berna Biotech uit Bern over en eind 2006 het Zweedse bedrijf SBL Vaccin AB.

### Overname door Johnson & Johnson
In oktober 2010 bracht Johnson & Johnson een bod uit op Crucell. J&J had al 18% van de aandelen Crucell in handen en bood 24,75 euro per aandeel voor de resterende aandelen. Het overnamebod had een waarde van 1,75 miljard euro voor 82% van de aandelen. De transactie werd in februari 2011 afgerond. J&J wil de producten van Crucell, zoals vaccins tegen ziekten zoals hepatitis, griep, tyfus en cholera, verder ontwikkelen en commercialiseren. Vaccins zijn aantrekkelijk voor de farmaceutische industrie, omdat de verkoop sneller stijgt dan de verkopen van receptplichtige geneesmiddelen en ze minder worden geconfronteerd met concurrentie van generieke geneesmiddelen. Vanaf oktober 2014 is Crucell opgegaan in Janssen Pharmaceutica van J&J.
Tot de overname door J&J stond Crucell genoteerd aan de Euronext Amsterdam en de Amerikaanse technologiebeurs NASDAQ.
In augustus 2023 kondigde J&J aan dat het de vaccinafdeling Janssen Vaccines gaat sluiten.

## Activiteiten
Janssen Vaccines is nu het centrum voor vaccins binnen de farmaceutische divisie van Johnson & Johnson (J&J). Behalve het hoofdkantoor in Leiden zijn er kantoren in China, Indonesië, Italië, Zuid-Korea, Maleisië, Spanje, Zweden, Zwitserland, het Verenigd Koninkrijk, de Verenigde Staten en Vietnam. Crucell heeft ongeveer 1400 werknemers.
Ontwikkelingsactiviteiten van het bedrijf zijn onder andere samenwerkingen met Aventis Pasteur voor griepvaccins, de U.S. National Institutes of Health voor Ebola- en malariavaccins en GlaxoSmithKline (GSK), Walter Reed Army Institute of Research en New York University voor een malariavaccin.
Crucells producten zijn gebaseerd op zelf ontwikkelde technologie die een specifieke manier voor het produceren van biofarmaceutische producten mogelijk maakt. Crucell licenseert zijn technologie voornamelijk op niet-exclusieve basis aan de biofarmaceutische industrie. Licentiehouders en contractproducenten zijn onder andere DSM Biologics, GSK, Centocor/J&J en Merck & Co., Inc.

## Omzet- en winstgeschiedenis
| Jaar | Omzet           | Nettoresultaat  |
| ---- | --------------- | --------------- |
| 2005 | € 37,6 miljoen  | € -15,6 miljoen |
| 2006 | € 140,9 miljoen | € -87,8 miljoen |
| 2007 | € 213,1 miljoen | € -44,3 miljoen |
| 2008 | € 283,3 miljoen | € 14,3 miljoen  |
| 2009 | € 358,0 miljoen | € 23,9 miljoen  |
| 2010 | € 365,4 miljoen | € -27,6 miljoen |